# 抜かれてたまるか
『抜かれてたまるか』（ぬかれてたまるか）は、1968年4月7日から1968年9月29日まで放映された連続テレビドラマ。モノクロ作品。1時間番組。

## 概要
『泣いてたまるか』に続く「たまるかシリーズ」第2弾として制作された。前番組が男の根性を描いたのに対し、この番組ではおばあちゃんの根性もの。家族を交えてコメディタッチで描く。

## キャスト
- さくらおばあちゃん - 三益愛子
- 孫・二郎 - 川口英樹
- 孫・次子 - 戸島和美（北原和美）
- 新子 - 千之赫子
- ミヤコ蝶々
- 永井智雄
- 河内桃子
- 新克利
- 佐藤オリエ　ほか

ゲスト
- 辰巳柳太郎
- 東野英治郎
- 花沢徳衛、ほか

## スタッフ
- 脚本：村山信子、山田太一、林秀彦、ほか
- 演出：高橋繁男、大槻義一、ほか

## サブタイトル
- 「おばあちゃん蒸発す」4月7日放送
- 「おばあちゃん純情す」4月14日放送
- 「おばあちゃんラブレターを書く」4月21日放送
- 「おばあちゃん乗り込む」5月5日放送
- 「おばあちゃん破産す!」5月19日放送
- 「おばあちゃん背負って立つ」6月2日放送
- 「おばあちゃん抜かせる」6月16日放送
- 「おばあちゃん狙わる」6月30日放送
- 「おばあちゃんいきりたつ」7月21日放送
- 「おばあちゃん感激す」8月11日放送
- 「おばあちゃんジジイを抜く」8月18日放送
- 「おばあちゃんアルバイトす」9月1日放送
- 「おばあちゃんあわてる」9月15日放送
- 「おばあちゃん幻の金婚式」（最終回）9月29日放送

（※4月28日、5月12日、7月7日、7月14日、7月28日、8月4日、8月25日、9月8日、9月22日は野球放送のため休止）

## 前後番組
| TBS系 日曜20時枠                         | TBS系 日曜20時枠                          | TBS系 日曜20時枠                         |
| 前番組                                   | 番組名                                    | 次番組                                   |
| ---------------------------------------- | ----------------------------------------- | ---------------------------------------- |
| 泣いてたまるか （1966.4.17 - 1968.3.31） | 抜かれてたまるか （1968.4.7 - 1968.9.29） | エプロン父さん （1968.10.6 - 1969.3.30） |